# CMC1/2
System informatyczny CMC1/2 (Cyfrowa Metanometryczna Centrala) – jeden z modułów systemu dyspozytorskiego MSD-80, opracowany na przełomie lat 70. i 80. XX wieku, w Zakładzie Systemów Sterowania BS-3 Ośrodka Badawczo-Rozwojowego Systemów Mechanizacji, Elektrotechniki i Automatyki Górniczej SMEAG w Katowicach. Bazą sprzętową systemu był minikomputer PRS-4 wyposażony w dedykowane oprogramowanie i kanał przemysłowy, umożliwiające pomiary (w cyklu 4 minutowym) stężenia metanu i prędkości przepływu strugi powietrza, a w przypadku przekroczenia wartości krytycznych mierzonych parametrów także wyłączanie energii elektrycznej w podziemnych wyrobiskach. Urządzenie doświadczalne nazwane CMC1 przebadano w kopalni WESOŁA (wtedy LENIN), w latach 1978-1979, natomiast prototyp CMC1/2 (wersja dwukomputerowa) zastosowano w tej samej kopalni w 1981 roku. Pozytywne rezultaty doświadczalnej eksploatacji spowodowały instalację systemu w następnych 6 kopalniach, o największym zagrożeniu metanowym. W połowie lat 80. XX wieku sprzedano 5 systemów CMC1/2 do Chin. 

## Przeznaczenie
CMC1/2 przeznaczona była do pomiaru niskich (do 5%) i wysokich (do 100%) stężeń metanu oraz prędkości przepływu powietrza, prowadzenia detekcji przekroczenia wartości krytycznych mierzonych parametrów, a także wyłączania w takim przypadku energii elektrycznej w podziemnych wyrobiskach kopalni. Wyniki pracy systemu w postaci raportów i wykresów udostępniano obsłudze na ekranie monochromatycznego, alfanumerycznego monitora oraz w postaci wydruków.

## Historia powstania
W połowie lat 70. XX wieku zakupiono system metanometryczny typu CTT63/40U firmy Oldham, a następnie licencję na jego produkcję w Polsce. System ten zrewolucjonizował pomiary stężenia metanu oraz sposób zabezpieczenia kopalń przed wybuchem metanu. Do czasu zakupu systemu CTT63/40U do pomiaru stężenia metanu i metanometrycznego zabezpieczenia kopalń stosowano metanomierze Barbara ROW, zaprojektowane przez Instytut Bezpieczeństwa Górniczego BARBARA w Mikołowie. Metanomierze przeznaczone były do autonomicznej pracy i wyłączały energię elektryczną po przekroczeniu nastawionego progu. Energii niezbędnej do ich pracy dostarczała wbudowana turbinka zasilana sprężonym powietrzem. Informacje o wyłączeniu jak i powrocie stężenia metanu do normy, a także aktualnej jego wartości przekazywane były do dyspozytorni i sygnalizowane na statycznej tablicy synoptycznej. System CTT63/40U wprowadził nowy elektryczny standard zasilania czujników centralnie z powierzchni, rejestrację pomiarów na wielokanałowych rejestratorach X-t oraz możliwość dowolnego przyporządkowania czujników urządzeniom wyłączającym energię elektryczną. System, wdrożony po raz pierwszy w kopalniach Rybnickiego Okręgu Węglowego w połowie lat 70., stanowił aż do początków lat 90. podstawowe zabezpieczenie metanometryczne kopalń, a w niektórych stosowany jest do dziś. Oczywiste zalety zastosowanego rozwiązania (sposób pomiaru, konstrukcja czujników, transmisja sygnałów, centralne iskrobezpieczne zasilanie instalacji obiektowej z powierzchni) zainspirowały konstruktorów do zastąpienia powierzchniowej części systemu dwoma oryginalnymi, krajowymi rozwiązaniami. Ideą pierwszego z nich było zastąpienie elektromechanicznego układu wybierania czujników przez układ zbudowany w oparciu o elementy scalone. Zaprojektowana zgodnie z tą ideą modułowa centrala metanometryczna CMM20 (CMM20m) umożliwiała obsługę 20 czujników według standardu CTT63/40U. 
Ideą drugiego, ciekawszego rozwiązania było zastąpienia powierzchniowej części systemu (elektromechaniczny układ wybierania czujników, rejestracja na taśmie papierowej) minikomputerem wyposażonym w wydzielony kanał przemysłowy i specjalne oprogramowanie użytkowe. Projekt cyfrowej centrali metanometrycznej CMC1 był pierwszą w Polsce próbą wykorzystania minikomputera SMC-3 do realizacji tak odpowiedzialnego zadania, jakim jest centralne zabezpieczenie metanometryczne kopalni. Ponieważ CMC1 różniła się od innych systemów monitorowania wbudowanymi funkcjami sterowania (wyłączanie i załączanie energii elektrycznej na dole kopalni), dla zapewnienia niezbędnej niezawodności zdublowano część powierzchniową systemu. Powstał w ten sposób dwukomputerowy system CMC1/2 bazujący na minikomputerach PRS-4.